# Enrico Lenzin
Enrico Lenzin (* 1971 in Altstätten) ist ein Schweizer Musiker.

## Leben und Wirken
Lenzin wurde 1971 als mittleres von drei Kindern in Altstätten im St. Galler Rheintal geboren. Sein Vater ist Trompeter und spielte in verschiedenen Formationen. Sein jüngerer Bruder, Peter Lenzin Jun. ist Saxophonist. Lenzin absolvierte nach seiner Schulzeit eine kaufmännische Ausbildung. In jungen Jahren spielte er Trompete und wechselte danach auf die Perkussion. Lenzin studierte Schlagzeug in Wien und am Konservatorium in Luzern bei Pierre Favre. Er lebt in Rebstein, ist verheiratet und hat zwei Kinder.

## Musik
Lenzin spielt seit seiner Jugend in diversen Formationen im Bereich Jazz/Rock sowie auch in verschiedenen Theaterproduktionen in  Europa. Seit 2016 ist er mehrheitlich als Solo-Künstler unterwegs. Sein Soloprogramm zeigte er erstmals 2016 in der SRF-TV-Show Die grössten Schweizer Talente und anschliessend bei Canale 5 in Italien. Seither ist er weltweit mit seinem Soloprogramm unterwegs. Lenzin kombiniert Alphornmusik mit progressiven Rhythmen.
- 1999–2004: Spunk Jazz-Quartet mit Michael Neff, Ralph Hufenus, Peter Lenzin, Enrico Lenzin
- 2003–2012: The Dusa Orchestra mit Goran Kovačević, Patrick Kessler, Peter Lenzin, Enrico Lenzin, 500 Konzerte, Tourneen durch Europa, Theaterproduktionen
- 2012–2017: The Lenzin Brothers Peter und Enrico Lenzin, Konzerte in der Schweiz, vor allem in Kleintheatern
- 2013: Tournee mit Tanzplan Ost, Regie Laborgras Berlin
- 2013–2015: Programm Integrational mit Renato Kaiser (Perkussion und Spoken Word)
- 2015: Solo Programm Kling-Klang
- 2016: Programm als Solokünstler, Alphorn kombiniert mit Perkussion, Hang, Stepptanz, Auftritte in 15 Ländern
- 2018: Programm mit Andi Pupato, Perkussionist aus Zürich

## Auszeichnungen
- 2013: Anerkennungspreis vom Kanton St. Gallen zusammen mit Peter Lenzin
- 2017: Anerkennungspreis goldiga Törgga der Rheintaler Kulturstiftung für ausserordentliche Leistungen von Rheintaler Künstlern

## Diskografie
| 1999 | Casalino              | Spunk                              |
| 2002 | Return to Venus       | Spunk                              |
| 2006 | Body and Soul         | The Dusa Orchestra                 |
| 2007 | Orijent Ekspress      | The Dusa Orchestra                 |
| 2008 | Luna                  | The Dusa Orchestra                 |
| 2010 | Walenki               | The Dusa Orchestra                 |
| 2010 | Cabaret               | The Dusa Orchestra                 |
| 2010 | Promenade             | The Lenzin Brothers                |
| 2012 | The Brothers          | The Dusa Orchestra                 |
| 2012 | Uufpassä nöd aapassä! | Renato Kaiser, Musik Enrico Lenzin |
| 2012 | liberement            | lenzin streule                     |
| 2015 | Kling&Klang           | Enrico Lenzin                      |